# نابرابری بین‌المللی

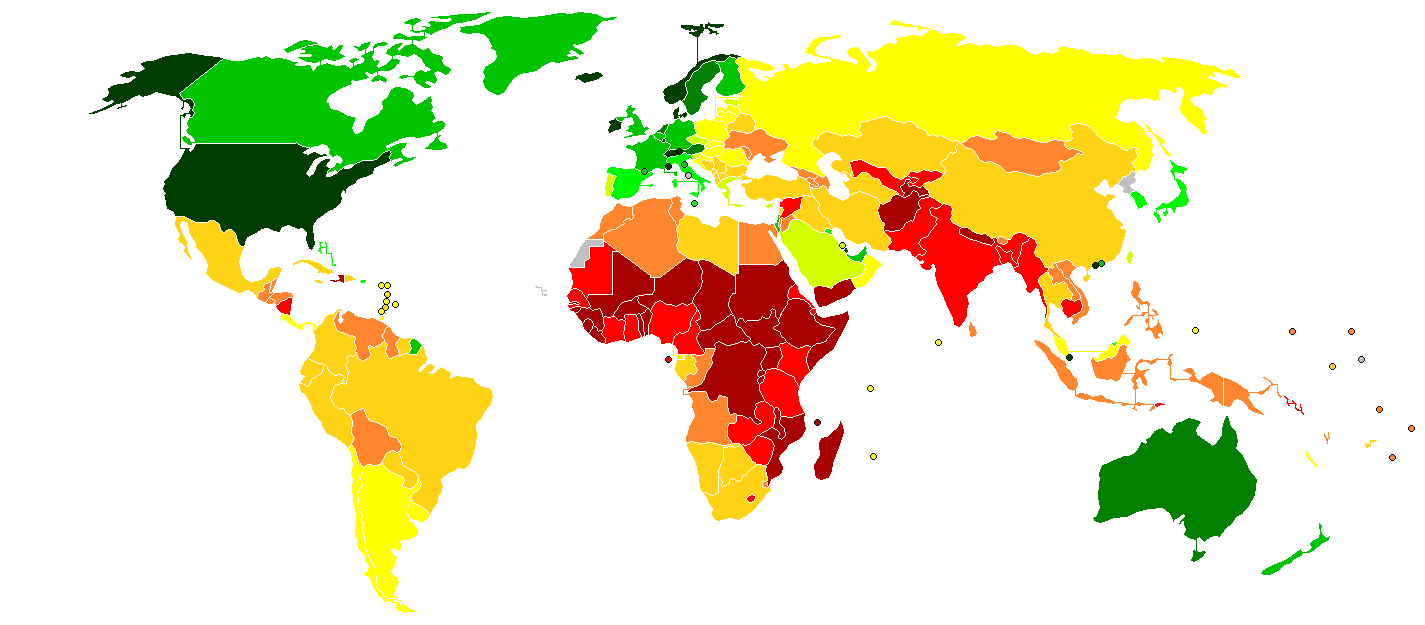
کشورها بر اساس سرانه تولید ناخالص داخلی ۲۰۱۸ (اسمی)

نابرابری بین‌المللی به موضوع نابرابری بین کشورها اشاره دارد. این موضوع را می‌توان با نابرابری جهانی مقایسه کرد که نابرابری بین مردم در سراسر جهان است. نابرابری بین‌المللی ممکن است به نابرابری اقتصادی بین کشورها اشاره داشته باشد و همچنین تفاوتها در مراقبت‌های پزشکی و تحصیلی.

## فقر جهانی
فقر جهانی در شرایطی اتفاق می‌افتد که مردم در برخی از کشورها با درآمد کمتر از یک دلار در روز زندگی کنند.